# Almost an Actress
Almost an Actress è un cortometraggio muto del 1913 diretto da Allen Curtis. Prodotto e distribuito dall'Universal Film Manufacturing Company, uscì in sala il 15 novembre 1913, interpretato da Louise Fazenda.
Non si conoscono copie ancora esistenti della pellicola che viene considerata presumibilmente perduta.

## Trama
Aspirando a una carriera di attrice, Susie non vuole legarsi a Lee, il suo ragazzo che vorrebbe sposarla. Il regista di una troupe, avendo perso la sua attrice, prende Susie come protagonista del film che sta per girare. Dopo varie avventure e incidenti, la ragazza ritornerà da Lee, accettando di lasciare il cinema per lui.

## Produzione
Il film fu prodotto dall'Universal Film Manufacturing Company (con il nome Joker).

## Distribuzione
Distribuito dall'Universal Film Manufacturing Company, uscì nelle sale cinematografiche statunitensi il 15 novembre 1913.